# Jazit Hanoar
Jazit Hanoar es un movimiento juvenil sionista, judaico, educativo, apartidario, continental,  de educación no formal bajo la idea de la educación del joven por el joven.
Forman parte del movimiento los Janijim (jóvenes o niños) que tienen entre 4 y 16 años y que son formados a través de Peulot (actividades educativas) por los Madrijim (líderes o educadores) en temas como el sionismo, el judaísmo, la historia del pueblo judío y valores universales como la libertad, la tolerancia, la justicia social y la conciencia ambiental.
Jazit Hanoar tiene snifim (sedes) en Montevideo (Uruguay), Puerto Alegre (Brasil), Río de Janeiro (Brasil) y San Pablo (Brasil).

## Fundación en Uruguay
Antes de la creación del movimiento continental en 1959, Jazit Hanoar en Uruguay tuvo sus inicios en 1951 bajo el nombre de Agrupación Juvenil de la Nueva Congregación Israelita (NCI). Esta agrupación fue establecida el 25 de agosto de 1951 por un grupo de jóvenes de la comunidad judía alemana en Uruguay.